# 基斯利齊克
48°32′46″N 28°40′41″E / 48.54611°N 28.67806°E
基斯利齊克（烏克蘭語：Кислицьке）是位於烏克蘭西南部文尼察州裏圖利欽區的村莊，始建於1700年，面積2.08平方公里，海拔高度244米，2001年人口759，人口密度每平方公里364.9人。